# Obergrünberg
Obergrünberg ist ein mit Niedergrünberg zu Grünberg zusammengewachsener Ortsteil von Ponitz im Landkreis Altenburger Land in Thüringen. Bis 1952 gehörte der Ort zu Sachsen.

## Lage
Durch Obergrünberg fließt der Löpitzbach. Er mündet in Ponitz in die Pleiße. Durch das sanfte Tal des Löpitzbaches führt die Landesstraße 2167. In diesem Tal ist das Reihendorf einst angelegt worden. Die Gemarkung von Grünberg befindet sich im Süden des Altenburger Lösshügellands nördlich von Crimmitschau und südlich von Schmölln. Im Süden befindet sich die thüringisch-sächsische Landesgrenze.

## Geschichte

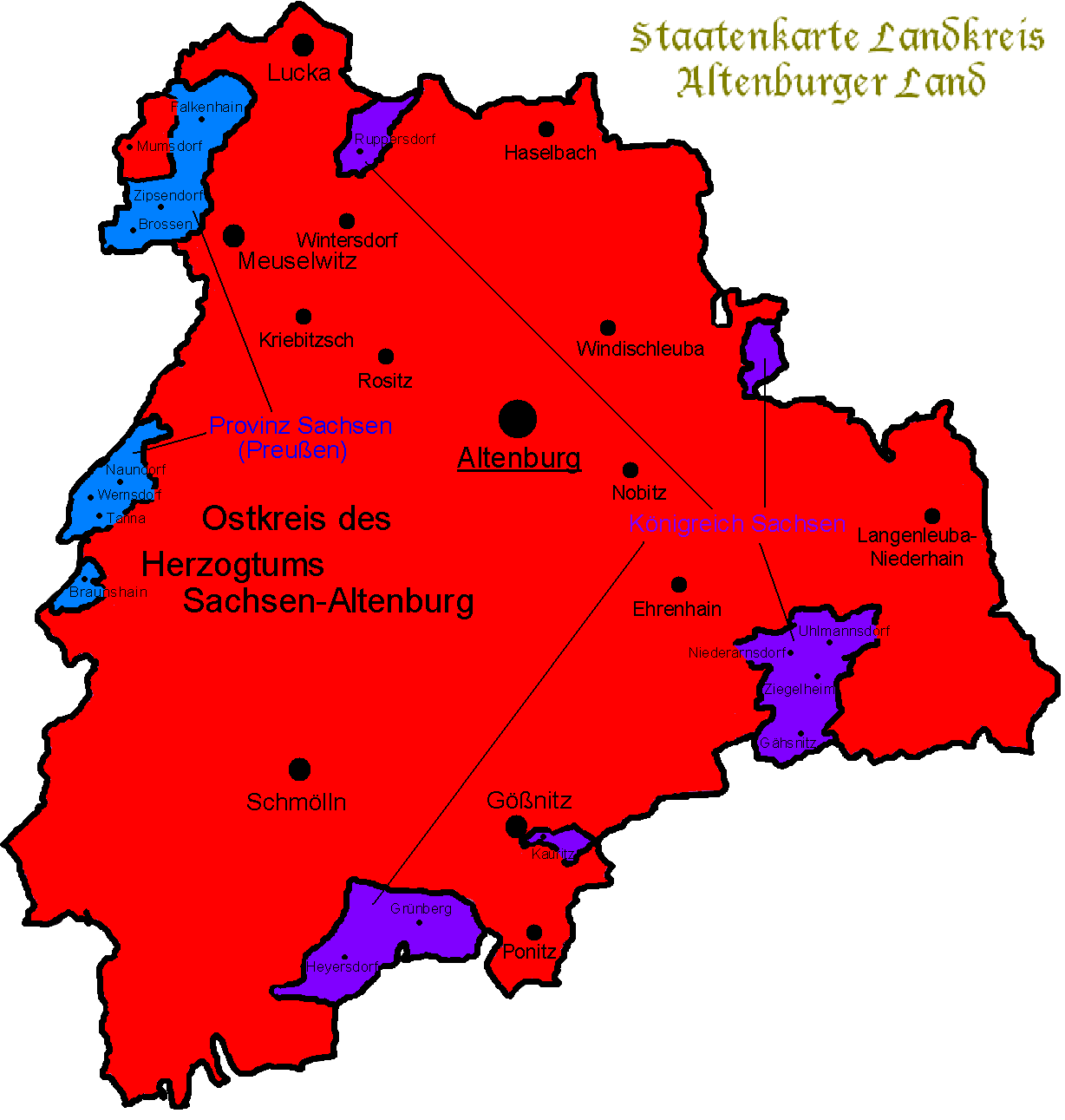
Staatenkarte Landkreis Altenburger Land

Am 29. Mai 1214 wurde Grünberg (Dörfer) erstmals urkundlich erwähnt. Es ist nicht nachweisbar, welcher der beiden Orte zuerst existierte. Wahrscheinlicher ist aber Obergrünberg, da dieses auch eine Dorfkirche besitzt. Nur an den historischen Ortskernen erkennt man die einst getrennten Dörfer. Der Bau von Einfamilienhäusern zwischen den beiden Dörfern war Ursache des Zusammenwachsens.
Obergrünberg ist einer der wenigen Orte des heutigen Landkreises Altenburger Land, der historisch nicht zu Sachsen-Altenburg gehörte. Gemeinsam mit seinen Nachbarorten Niedergrünberg und Heyersdorf bildete Obergrünberg bis 1856 den Nordzipfel des kursächsischen bzw. königlich-sächsischen Amts Zwickau, der in das Altenburger Land hinein ragte. Die Grundherrschaft über den Ort lag bis ins 19. Jahrhundert beim Rittergut Frankenhausen. 1856 wurde Obergrünberg dem Gerichtsamt Crimmitschau und 1875 der Amtshauptmannschaft Zwickau angegliedert. Im Jahr 1925 besaß der Ort 389 Einwohner, Niedergrünberg hingegen 190. Im Jahr 1928 erfolgten ein Gebietsaustausch und eine Grenzbereinigung zwischen dem Freistaat Sachsen und dem Land Thüringen. Dabei wurden Teile der Ortsflur von Obergrünberg an das Land Thüringen abgegeben.
Am 1. August 1936 wurden Ober- und Niedergrünberg zur Gemeinde Grünberg zusammengeschlossen. Mit der Zweiten Kreisreform in der DDR wurde die Gemeinde Grünberg wie die Nachbargemeinde Heyersdorf im Jahr 1952 dem Kreis Schmölln im Bezirk Leipzig zugeordnet. Am 1. November 1973 wurde Grünberg nach Ponitz eingemeindet. Mit der Wiedereinführung der Länder auf dem Gebiet der ehemaligen DDR kam Grünberg im Jahr 1990 mit dem Landkreis Schmölln erstmals in seiner Geschichte zu Thüringen. Kirchlich gehört Grünberg jedoch bis heute zur Evangelisch-Lutherischen Landeskirche Sachsens. Seit 1994 liegt der Ort im Landkreis Altenburger Land. Obergrünberg besitzt trotz der Kollektivierung der Landwirtschaft zu DDR-Zeiten noch 14 historische Vierseithöfe.